# Véronique Boone
Pour les articles homonymes, voir Boone.
Véronique Boone est une ingénieure-architecte belge. Elle fait partie du corps enseignant de la faculté d’Architecture La Cambre Horta de l’université libre de Bruxelles (ULB). 

## Cursus
Véronique Boone a obtenu le grade d’Ingénieur-architecte à l’Université de Gand ainsi qu’un DEA en histoire de l’Architecture à l’université Paris-Sorbonne. Par la suite, elle a soutenu une thèse intitulée : « Le Corbusier et le cinéma, la communication d'une œuvre » et obtenu un doctorat à l'Ecole nationale supérieure d'architecture et de paysage de Lille (ENSAP Lille) et à l’ULB en 2017,,. Dans ce cadre, elle a également été affiliée au labo LACTH de l' ENSAP Lille.

## Carrière
À la faculté d’architecture de l’université libre de Bruxelles (ULB), Véronique Boone dispense les cours de projet et les cours préparatoires au mémoire du grade académique de master. Elle enseigne également l’histoire, la théorie et la critique de l’architecture, ainsi que la conservation de l’architecture du XXe siècle. Ses recherches portent à la fois sur les modalités de représentation et de réception de l’architecture moderne mais aussi sur les stratégies de représentation et communication de l'architecture moderne et contemporaine par le biais de la photographie et le film. 
Véronique Boone exerce également le mandat de secrétaire du comité exécutif de DOCOMOMO, le comité belge de l’organisation à but non lucratif pour la documentation et la conservation des immeubles, sites et quartiers du Mouvement moderne.

## Publications et expositions
Veronique Boone a réalisé le catalogue « Designing together : Guy Mouton and Studieburo Mouton » et participé à la rédaction de « Lucien Hervé : L’oeil de l’architecte » en collaboration avec Barry Bergdoll et Pierre Puttemans,. Elle a également co-écrit les livres « Hedendaagse architectuur : van het Concertgebouw tot het Guilleminsstation » avec G. A Bekaert et Koen Van Synghel  et « Nieuwe eenvoud en high tech : van Villa M tot het Fotomuseum » avec Frans Strauven. Véronique Boone est auteure dans plusieurs revues d’architecture belges et internationales sur l’architecture contemporaine parmi lesquelles le magazine A+,.
Parmi ses expositions, on compte « Les programmes de photo de Weissmann » (Paris et Bruxelles) en 2017 et 2018 et « Samen Ontwerpen » (Gand) en 2009. Elle a aussi participé en tant que membre curatrice à l’exposition « Le Corbusier. La construction de l’image » au CIVA de Bruxelles en 2013.

## Prix et récompenses
- Prix de la recherche patiente de la fondation Le Corbusier décerné à l’unanimité pour la thèse « Le Corbusier et le cinéma, la communication d’une œuvre » en 2017[5],[10].